# Tito Junco
Augusto Gerardo Junco Tassinari (Gutiérrez Zamora, Veracruz, 3 de octubre de 1915-Ciudad de México, 9 de diciembre de 1983), conocido como Tito Junco, fue un actor mexicano.

## Biografía y carrera
Augusto Gerardo Junco Tassinari nació el 3 de octubre de 1915 en Gutiérrez Zamora, Veracruz, México. Hijo de Silvio Junco, de origen cubano y Enriqueta Tassinari, descendiente de italianos. Hermano del actor Víctor Junco y Luisa Virginia. Estudió en la Academia Naval de Veracruz. Se trasladó a México, D.F. junto a su hermano Víctor en el año de 1935. Se inició como actor en el cine interpretando pequeños personajes. A finales de los años 30 obtuvo sus primeros papeles importantes, desarrollando una carrera duradera y relevante. Trabajó en alrededor de 200 películas. Luego trabajó en el teatro y la televisión. Nunca se casó ni tuvo hijos, pero estuvo unido sentimentalmente a las actrices María Félix y Dolores del Río, quien fue el gran amor de su vida. 
Junto a su hermano Víctor Junco, interpretó pequeñas apariciones en cintas como: La Adelita y Los millones de Chaflán, logrando incluso trabajar en producciones estadounidenses, destacando El capitán aventurero y El Cementerio de las Águilas, aunado a que trabajó con Luis Buñuel en La muerte en este jardín, Una mujer sin amor y El ángel exterminador.
Participó en alrededor de 200 películas, destacando en cintas como Aventurera (en la que encarnó a Lucio "El Guapo", al lado de Ninón Sevilla), Las Islas Marías, El conde de Montecristo, Cárcel de mujeres, La Señora de Fátima, El ángel exterminador, Marejada, Tiburoneros y Balún Canán.
Tito Junco tuvo la oportunidad de trabajar en otras importantes producciones fílmicas, compartiendo créditos con actores de la talla de Alejandro Ciangherotti, Elda Peralta, Emma Roldán, Fernando Rey, Joaquín Cordero, Jorge Negrete, Lupe Inclán, Mario Moreno "Cantinflas", Michel Piccoli, Rosario Granados, Silvia Pinal, Sonia Infante y Simone Signoret. Además, fue dirigido por grandes realizadores, entre los que destacan Luis Buñuel, Miguel M. Delgado, Norman Foster y Rafael Gil.

## Muerte
Falleció el 9 de diciembre de 1983 en la Ciudad de México a consecuencia de un ataque al corazón a los 68 años de edad. Sus restos descansan en el Panteón Jardín, Lote de la Asociación Nacional de Actores, en la misma ciudad.

## Filmografía

### Cine
- 1942 - El conde de Montecristo
- 1951 - Las Islas Marías
- 1958 - ¿Adónde van nuestros hijos?
- 1962 - El ángel exterminador
- 1979 - El año de la peste
- 1979 - El tahúr
- 1984 - Siempre en domingo